# Gnaeus Cornelius Cinna Magnus
Gnaeus Cornelius Cinna Magnus war ein römischer Politiker zur Zeit des Augustus.
Er war mütterlicherseits ein Enkel des Gnaeus Pompeius Magnus, von dem er den Beinamen Magnus bekam, und väterlicherseits des Lucius Cornelius Cinna (Konsul 87 bis 84 v. Chr.). Sein Vater war Lucius Cornelius Cinna.
Cinna war im Bürgerkrieg 32–30 v. Chr. Gegner Octavians, wurde aber begnadigt. Trotzdem zettelte er abermals eine Verschwörung gegen Augustus (wie Octavian seit 27 v. Chr. hieß) an, als dieser in Gallien weilte (etwa 16 bis 13 v. Chr.). Auf Anraten Livias verzieh ihm Augustus abermals und stellte ihn persönlich zur Rede; seitdem war Cinna ihm treu ergeben. Im wohl schon vorgerückten Alter wurde er 5 n. Chr. noch Konsul. Er starb vor Augustus, den er als seinen Erben einsetzte. Zudem war Cinna Pontifex.
Cinna ist der Titelheld von Pierre Corneilles Tragödie Cinna aus dem Jahr 1641.